# Mihai Bălașa
Mihai Alexandru Bălașa (ur. 14 stycznia 1995 w Târgoviște) – rumuński piłkarz występujący na pozycji obrońcy, zawodnik Farul Constanța. W latach 2017–2018 reprezentant Rumunii. 

## Życiorys

### Kariera klubowa
Wychowanek Academia Hagi, w swojej karierze grał także w takich zespołach, jak: Viitorul Konstanca z Liga I, AS Roma z Serie A (kwota odstępnego 150 tys. euro), FC Crotone z Serie B (wypożyczenie), Trapani Calcio z Serie B (wypożyczenie) i FCSB z Liga I (kwota odstępnego 500 tys. euro).
9 sierpnia 2019 podpisał kontrakt z Universitatea Krajowa, umowa do 30 czerwca 2023; kwota odstępnego 100 tys. euro.

### Kariera reprezentacyjna
Reprezentant Rumunii w kategoriach: U-17, U-18, U-19 i U-21.
W seniorskiej reprezentacji Rumunii zadebiutował 8 października 2017 na stadionie Parken (Kopenhaga, Dania) podczas eliminacji do 2018 FIFA World Cup w zremisowanym 1:1 meczu przeciwko Danii.